# Einödhöhle
Die Einödhöhle, bis etwa 1890 auch „Fledermaushöhle“ genannt, ist die größte erhaltene jungtertiäre Brandungshöhle am Westrand des Wiener Beckens. Sie liegt auf 370 Metern Seehöhe am Südhang des Pfaffstättner Kogels bei Pfaffstätten, nördlich von Baden. Durch die erste Halle führt der Weg an der „zerfressenen Wand“ vorbei in den „Thronsaal“, über einige Stufen erreicht man die Trümmerhalle, die abenteuerlich geformte Gebilde aufweist. Die Fortsetzung führt am „Riesen Einöder“ und an der „Luckerten Wand“ vorbei durch das „steinerne Meer“ zum „Fledermausgang“, von dort am „Bärengang“ vorbei zum Ausgang, einem zweiten Brandungstor.
Die Höhle ist ein Naturdenkmal nach dem Landesnaturschutzgesetz mit Bescheid vom 13. August 1941 und Naturdenkmal nach dem Naturhöhlengesetz mit Bescheid vom 16. April 1949, Katasternummer ist die 1914/6.

## Name
1195 wird die Einöde erstmals im Zuge einer Schenkung an das Kloster Heiligenkreuz erwähnt. 
Wie bei vielen altbekannten Höhlen ranken sich einige Sagen um die Namensgebung. Die bekannteste davon besagt, dass Einhard, ein Mönch aus St. Gallen berichtete, dass ein riesiger Mensch die Einödhöhle als Wohnstätte auserkoren hat. Dieser angebliche Namensträger des Einödtales und der Höhle soll der riesige Krieger „Einöder“, „Ainöther“ oder „Einher“ gewesen sein, der im Awarenkrieg an der Seite Karls des Großen gekämpft haben soll. Dabei soll der Hüne in einer einzigen Schlacht so viele Feinde aufgespießt haben, wie sonst ein ganzes Heer.
Sein angeblicher Unterschlupf befand sich jedoch nicht in der heutigen Einödhöhle, sondern in der „Großen Einödhöhle“ (1914/5), in der Nähe des ehemaligen Einödwirtshauses am Talgrund. Nach einem Deckeneinsturz in der Großen Einödhöhle wurde diese 1888 auf Grund drohender Einsturzgefahr gesprengt.
Um den Namen „Einödhöhle“ zu erhalten, wurde die höher am Hang liegende „Fledermaushöhle“ mit diesem Namen versehen.

## Geschichte
Die Höhlen des Einödtales sind schon seit vielen Jahrhunderten bekannt und wurde auch sehr früh von den Menschen genutzt. Laut dem Badener Heimatforscher Gustav Calliano wurde die Höhle schon in der Urzeit besiedelt. Es wurden in der Höhle urgeschichtliche Funde gemacht. Faktum ist, dass die Höhle vor allem in unruhigeren Zeiten, während der Türken- und Franzosenkriege Schutz bot. Aber auch zwielichtigen Gestalten haben die natürlichen unterirdischen Räume als Unterkunft und als Versteck für Diebesgut gedient. Die Höhle brachte auch einen geringen wirtschaftlichen Nutzen: Der Dolomitgrus wurde stellenweise abgebaut und als Reibsand in den Handel gebracht. 
Im Jahr 1925 wurde die Einödhöhle und die nahe gelegene 30 m lange „Elfenhöhle“ (1914/7) vom Pionierbataillon Klosterneuburg für den Fremdenverkehr ausgebaut, um sie am 22. April desselben Jahres als Schauhöhlen zu eröffnen. Der Eintritt kostete 30 Groschen. Die 1925 eingerichtete elektrische Beleuchtung wurde bald von Vandalen zerstört. Man brauchte Kerzen- oder Magnesiumlicht, da die Verwendung von Pechfackeln verboten war. Obwohl bis zu 30.000 Besucher jährlich die Höhlen besichtigten, musste der Betrieb mit Ausbruch des Zweiten Weltkriegs eingestellt werden.
In den letzten Kriegstagen diente die Höhle als sicherer Unterschlupf für mehr als 380 Bewohner Pfaffstättens.
Am 22. Oktober 1982 wurde diese Höhle aufgrund des niederösterreichischen Höhlenschutzgesetzes zur „besonders geschützten Höhle“ erklärt, daher ist der Besuch dieser Höhle – ausgenommen für wissenschaftliche Zwecke – verboten.
Im Jahre 1994 wurde die Höhle vom Fremdenverkehrsverein vor allem von den Lagerfeuerüberresten gereinigt. Diese Lagerfeuer hatten zur Folge, dass von den früher vorkommenden Fledermausarten, wie Große und Kleine Hufeisennase, Riesenabendsegler und Großer Abendsegler nur mehr eine Kleine Hufeisennase nachgewiesen werden konnte.

## Aufbau der Höhle

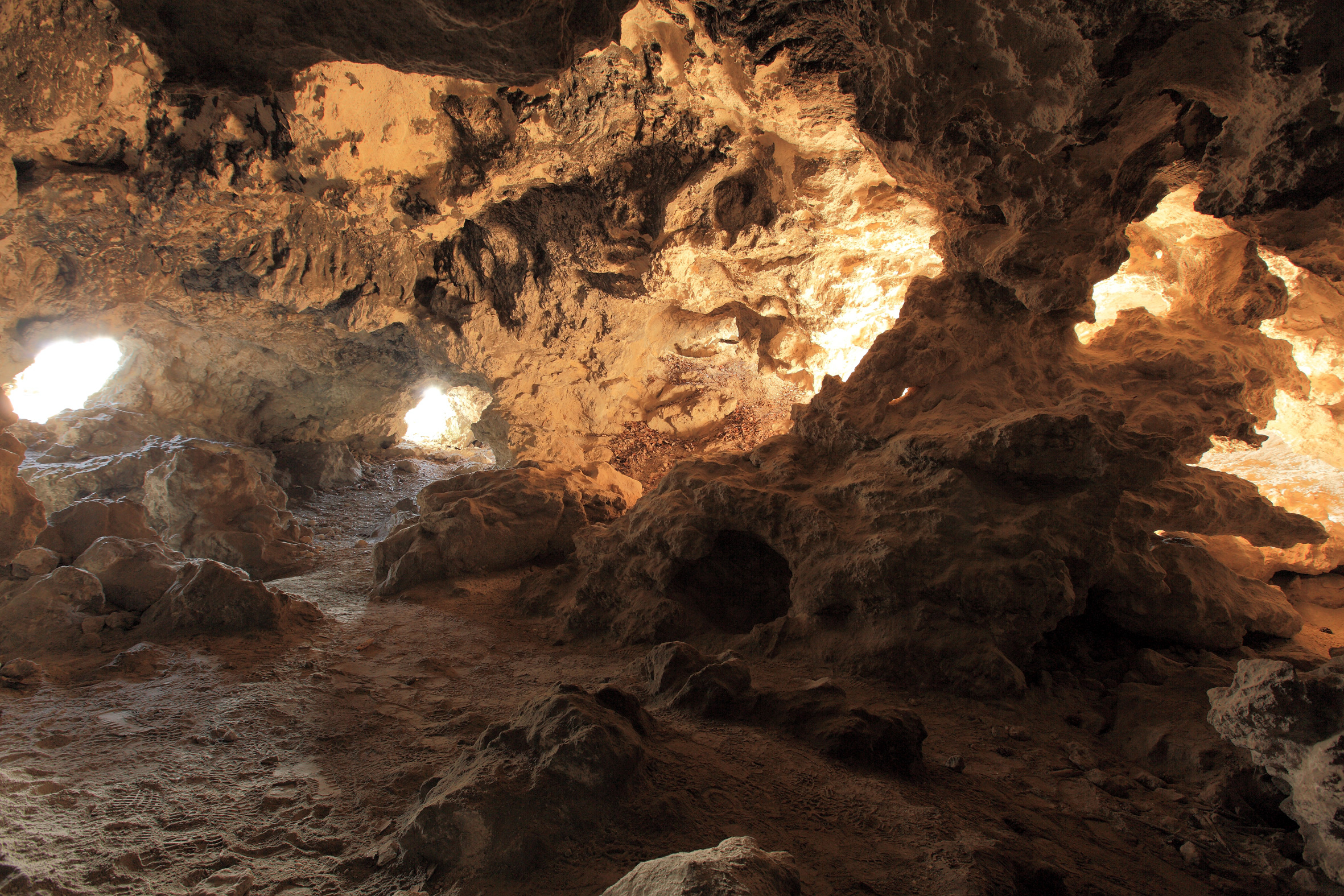
Im Inneren der Höhle

Das Gestein der Höhle besteht aus Dolomit. Die Höhle besitzt zwei größere und drei kleinere Tagöffnungen. Vom eingeebneten Vorplatz der Einödhöhlen führen zwei südschauende Eingänge in das Höhleninnere. Durch den westlichen Eingang gelangt man in die erste Halle, die 15 Meter lang und vier Meter hoch ist und an der Kreuzung einer gegen Osten einfallenden Schichtfuge mit nordwest streichenden Klüften angelegt ist, aus der gegen Südwesten das „Fenster“ zutage führt. Dieser Halle ist im Norden ein knapp 50 Meter langer, teilweise künstlich erweiterter Rundgang angegliedert, der auf parallele NNW-streichende Klüfte zurückgeht. Im nördlichen Teil dieses Rundganges erreicht man einen fünf Meter langen Raum mit einer Breite von viereinhalb Meter und einer Höhe von vier Meter. Der Boden der Höhle besteht aus sandigen Sedimenten und Blockwerk. Die Wände sind oft kulissenartig ausgebildet und vielfach durchbrochen. Es sind noch Spuren einer ehemaligen Reibsandgewinnung vorhanden.